# جيريمي بلفور
جيريمي بلفور (بالإنجليزية: Jeremy Balfour)‏ هو سياسي بريطاني، ولد في 11 مارس 1967 في إدنبرة في المملكة المتحدة. نشط حزبياً في الاسكتلنديون المحافظون ‏. في 2016 Scottish Parliament election ‏، انتخب Member of the 5th Scottish Parliament ‏ عن دائرة لوثيان ‏ وقد انضم خلال فترته النيابية ‏ (5 مايو 2016 – )  للكتلة البرلمانية الاسكتلنديون المحافظون ‏.